# هاري تشارلتون
هاري تشارلتون (بالإنجليزية: Harry Charlton)‏ (22 يونيو 1951 بغيتسهيد في المملكة المتحدة - ) هو لاعب كرة قدم بريطاني في مركز الوسط. لعب مع نادي تشيسترفيلد ونادي ميدلزبره ونادي هارتلبول يونايتد وBuxton F.C. ‏ وفريكلي أثلتيك ‏ ودارلينجتون إف سى.

## وصلات خارجية
- هاري تشارلتون على موقع قاعدة بيانات كرة القدم.إي يو (الإنجليزية)